# قلعه هلندی‌ها
قلعه هلندی‌ها یا قلعه کنیپ هاوزن (به هلندی: Fort Mosselstein) در شمال خاوری جزیره خارک (استان بوشهر - ایران) قرار دارد. این قلعه در گذشته برج و بارویی داشته که از بین رفته‌است. در سال ۱۷۴۸ میلادی مقارن با حکومت دوره صفوی که ایران مورد حمله افاغنه قرار گرفت، هلندی‌ها پس از تعطیلی دارالتجاره بندرعباس، جزیره خارک را اشغال و به عنوان مرکز خود برگزیدند. این قلعه در سال ۱۷۵۳ بنا گردیده و به «قلعه هلندی‌ها» معروف است.
این قلعه در هنگام ساخت مجهز به توپخانه و مهمات کشتی رهاشده «فورتوخین» بود که باعث برتری آن در برابر حملات دشمنان محلی شده بود. هلندی‌های ساکن آن شامل ۱ گروهبان، ۲ سرهنگ و ۵۰ سرباز و ۸ توپچی (توپخانه‌دار) بودند. پس از مدتی مشخص شد که نگهداری قلعه نمی‌تواند سودآور باشد و این ساختمان در ۱ ژانویه ۱۷۶۶ تعطیل شد. سپس ارتش ایران به قلعه حمله و آن را غارت کرد.